# Антонец, Семён Спиридонович
Семён Спиридонович Антонец (укр. Семен Свиридонович Антонець; 20 августа 1935, Покровское, Решетиловский район — 3 марта 2022) — председатель колхоза имени Орджоникидзе, Шишацкий район Полтавской области. Герой Социалистического Труда (1991), Герой Украины (1999), почётный академик УААН.

## Биография
Родился 20 августа 1935 года в селе Антонцы Решетиловского района Полтавской области.
Окончил Полтавский сельскохозяйственный институт (1962), зоотехник.
- В 1952 году — разнорабочий колхоза им. Ленина Решетиловского района.
- В 1954—1958 — инструктор Решетиловского РК ЛКСМУ.
- С 1958 — заведующий фермы, помомощник бригадира комплексной бригады.
- В 1962—1964 — зоотехник колхоза им. Жданова (с. Черноглазовка Диканьского района).
- В 1963—1974 — председатель колхоза «Путь к коммунизму» («Шлях до комунізму», с. Воскобойники Шишацкого района).
- С 1974 — председатель Шишацкого райисполкома.
- С 1975 — председатель колхоза им. Орджоникидзе.

Основатель частного сельскохозяйственного предприятия «Агроэкология» (с. Михайлики Шишацкого района).
В марте 2006 года был кандидатом в народные депутаты Украины от Народного блока Литвина, № 123 в списке.
Находясь на пенсии, продолжал активную деятельность.
Скончался 3 марта 2022 года в возрасте 86 лет.

## Награды и звания
- За большой личный вклад в обеспечение стабильных темпов роста производства продукции растениеводства и животноводства на основе применения прогрессивных технологий, внедрение передовых методов организации труда и успешное решение социальных вопросов присвоить председателю колхоза имени Орджоникидзе Шишацкого района Полтавской области Антонцу Семену Спиридоновичу звание Героя Социалистического Труда с вручением ордена Ленина и золотой медали «Серп и Молот», 14 августа 1991 года[2].
- Герой Украины (с вручением ордена Державы, 21.08.1999).
- Орден князя Ярослава Мудрого V степени (08.2005).
- Почётный профессор Полтавского сельскохозяйственного института.
- Заслуженный работник сельского хозяйства Украины.
- Почётная грамота Кабинета Министров Украины (08.2003).
- Лауреат международной премии имени Владимира Винниченко (2004)[3].

## Память
В Полтаве на территории Полтавской государственной аграрной академии (ул. Г. Сковороды, 1/3) установлен памятник.